# Heinrich Friedrich Link
Johann Heinrich Friedrich Link (n. 2 februarie 1767, Hildesheim – d. 1 ianuarie 1851, Berlin)  a fost un profesor universitar, botanist, briolog, chimist, lichenolog, medic, micolog, pteridolog și zoolog german, unul dintre ultimii erudiți universali care au stăpânit pe deplin întreaga cunoaștere a „științei naturale”. Abrevierea numelui său în cărți științifice este Link. Savantul este adesea confundat cu compatriotul său Johann Heinrich Linck cel bătrân  (1674-1734), un farmacist și naturalist.

## Familie
Heinrich Friedrich a fost nepotul pastorului Heinrich Friedrich Link în Wendeburg și al soției sale Dorothee Manardt. Tatăl său August Heinrich (1738-1783), pastor în Hildesheim, a fost căsătorit cu Elisabeth Sophia (1736-1814), fiica consilierului secret în Braunschweig Philipp baron Siegfried von Wulffen și a baronesei Sophie Gertrud von Münchhausen. Savantul a avut soție pe Charlotte Juliane Josephi (1768-1829), a cărei frate a fost renumitul profesor de medicină și chirurg general din Rostock Wilhelm Josephi (1763-1845). Se pare că soții nu au avut copii.

## Biografie

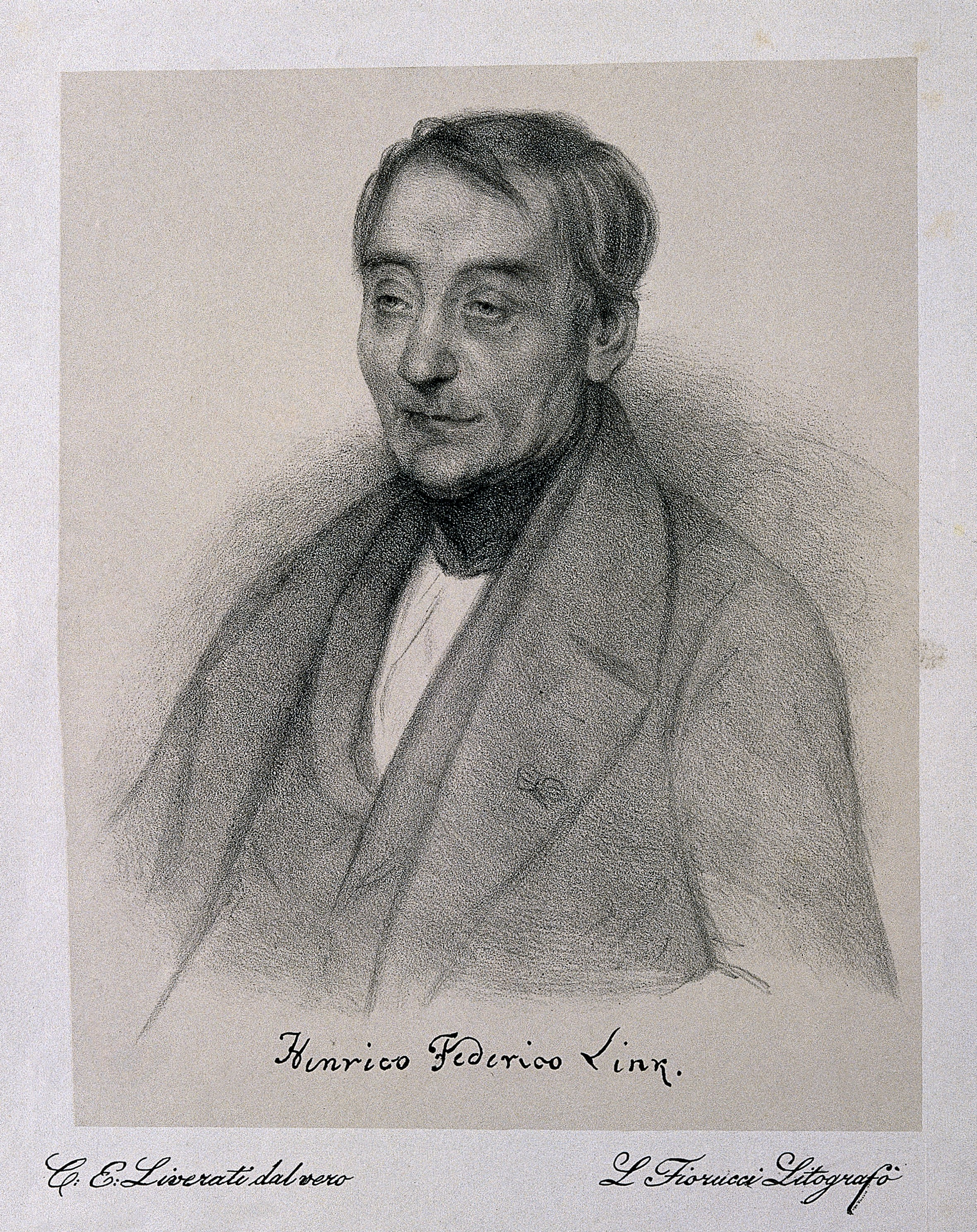
Heinrich Friedrich Link, 1841

Primul stimul pentru afecțiunea sa în științele naturii a venit tânărului Link de la tatăl său care a fost și un colecționar pasionat de naturalii. După ce a luat bacalaureatul la liceul Andreanum din Hildesheim, remarcându-se ca elev prin sârguință și competență morală, a studiat medicina și științele naturale la Universitatea Georg-August din Göttingen din anul 1786. După numai doi ani de studiu, tânărul Link s-a remarcat prin rezolvarea unui document de preț emis de facultatea de medicină, anume Commentatio de analysi urinae și origine calculi și a promovat drept doctor acolo în 1789 cu teza Florae Göttingensis specimen, sistens vegetabilia saxo calcario propria. Mai presus de toate, coordonatorul lui de promoție Johann Friedrich Blumenbach a fost cel care l-a atras puternic pe tânărul și care a devenit decisiv pentru viața sa ulterioară.  În continuare a lucrat mai întâi ca docent privat la universitate. În Göttingen a făcut cunoștința cu faimosul  Alexander von Humboldt și a botanizat cu el. În aserțiunile incluse în teza lui a apărut ca un susținător înfocat al noii teorii anti-flogistice (antiinflamatorii) a lui Antoine Lavoisie (1743-1794). Un impuls pentru a se ocupa cu investigații geologice l-a primit la Goslar, unde a trebuit să stea între 1789 și 1790 din motive de sănătate. Ulterior, în 1790, a scris prima sa lucrare mai mare: Versuch einer Anleitung zur geologischen Kenntnis der Mineralien („O încercare de ghid pentru cunoașterea geologică a mineralelor”).
Deja în 1783, Link a fost acceptat în loja masonică Poarta eternității din Hildesheim. Ulterior a fost membru activ al lojilor din Rostock, Breslau și Berlin. Între 1831 și 1850, a dobândit merite deosebit la francmasonerie ca Mare Maestru al Marii Loji Royal York, chemată La prietenie.
În 1792, când a fost pe punctul de a accepta invitația de a se stabilii ca medic generalist într-un oraș din sudul Germaniei, a primit de la Universitatea din Rostock chemarea ca profesor titular de botanică, chimie, zoologie și istorie naturală pe care a acceptat-o imediat. În prelegerile sale, a folosit numele oxigen în loc de flogiston. El a fost, de asemenea, un susținător al eseurilor lui Jeremias Benjamin Richter (1762-1807) de a folosi matematica în chimie, introducând stoichiometria în lecțiile sale. În 1806 a înființat primul laboratoriu în Rostock la Seminargebäude („Clădirea seminarului”). Tot în 1792, a fost ales membru corespondent al Academiei de Științe din Göttingen. Lucrările lui Link s-au axat inițial pe fizică și chimie. În „Contribuțiile la fizică și chimie”, care au apărut în perioada 1795-1797, el nu numai că s-a arătat a fi un expert competent în literatura chimică, ci a și demonstrat talentul de observare și experimentare. A fost preocupat în special de legile atracției și repulsiei chimice, precum și de relațiile cantitative în care substanțele se combină între ele. A făcut numeroase experimente privind dizolvarea și cristalizarea corpurilor. Ulterior a apărut și ca scriitor zoologic în „Contribuțiile sale la istoria naturală”, în care a căutat să răspundă la întrebările despre clasificarea regnului animal după nume. În plus, s- a ocupat cu studii anatomice ale plantelor, anume cu privire la structura vasculară a plantelor. În legătură cu această cercetare fitotomică au stat cercetările microscopice asupra ciupercilor, ale căror rezultate l-ea publicat în volumele 3 și 4 ai revistei „Societății Prietenilor Naturii” în marele articol Observationes in Ordines plantarum naturales: dissertatio I.ma complectens Anandrarum ordines Epiphytas, Mucedines Gastromycos et Fungos din 1809 și o lucrare sistematică asupra ciupercilor a fost prelucrarea acestora în partea relevantă a operei lui Carl Linné Species plantarum, îngrijită și completată de Carl Ludwig Willdenowpână în 1812 (după moartea acestuia continuată de Link însuși). fiind atunci deja profesor universitar la Breslau (vezi mai jos).
Între 1797 și 1799 a fost eliberat temporar de funcțiile ca profesor pentru a vizita Franța, Spania și în special  Portugalia împreună cu contele Johann Centurius von Hoffmannsegg (1766-1849). Rezultatul acestei călătorii de studiu au fost două  opere: prima în 3 volume a fost Bemerkungen auf einer Reise durch Frankreich, Spanien und vorzüglich Portugal (Comentarii la o călătorie prin Franța, Spania și în special Portugalia) care a apărut între 1801 și 1804 și prestigioasa a 2-a asupra florei din Portugalia, publicată mult mai târziu (în 1809 și 1840), anume Flore Portugaise ou Description de toutes les plantes qui croissent naturellement en Portugal („Flora portugheză sau descrierea tuturor plantelor care cresc în mod natural în Portugalia”).
La 15 august 1801, Link, poreclit Cleofan, a fost primit membru al Academiei Leopoldine cu porecla Cleofan (matricola nr. 1018) și în 1808 a fost onorat cu marele premiu de către Academia de Științe din St. Petersburg pentru lucrarea sa „De natura și calitățile luminii” ( Von der Natur und den Eigenschaften des Lichtes). 
În 1811 a devenit profesor titular de chimie și botanică la Universitatea Sileziană Friedrich Wilhelm din Breslau, care a fost fondată după Pacea de la Tilsit (7-9 iulie 1807). Pentru anul mandatului 1814/15 a fost ales rector. Dar repede nu a predat doar materiile prevăzute, ci în plus geografia fizică, farmacologia, toxicologia, „materia medica” și doctrine similare. Aici, la Breslau, a ținut prelegeri științifice private și prințului moștenitor al Prusiei, ulterior regele Friedrich Wilhelm al IV-lea.
După moartea lui Carl Ludwig Willdenow în 1815, el a preluat catedra de istorie naturală la Universitatea Friedrich-Wilhelm din Berlin precum conducerea Grădinii Botanice din Berlin și trei ani mai târziu ierbarul acestuia cu 26.000 exemplare a fost achiziționat parțial din mijloacele statului, parțial cu banii lui. Împreună cu colecțiile deja existente a fondat un ierbar general și un muzeu botanic alăturat, angajând mai mulți funcționari specializați. A condus această instituție din 1819 până la moartea sa și a susținut adesea dezvoltarea în continuare cu propriile fonduri, atunci când cele ale statului nu au fost suficiente. După decesul său, propriile sale colecții nu neînsemnate au fost încorporate în ierbar, fiind astfel îmbogățit foarte mult, în special cu plante europene care proveniseră din călătoriile lungi pe care Link le-a întreprins în cele mai diverse regiuni ale Europei. Pentru anul mandatului 1816/17 a fost ales din nou rector, iar între 1824 și 1826 a fost numit decan al facultății de medicină.
La 25 iunie 1812 a devenit membru corespondent și pe 1 iulie 1815 membru cu drepturi depline al Academiei Regale Prusace de Științe, în 1822, a fost co-fondator al Societății Horticole Germane (Deutschen Gartenbau-Gesellschaft) și în 1823 i-a fost conferit titlul de consilier medicinal secret. La 22 decembrie 1828 a devenit membru corespondent al Academiei Franceze de Științe din Paris în secția de botanică și din 1829 membru străin al Academiei Bavareze de Științe. La 17 august 1845, Link a fost decorat cu ordinul prusac Pour le Mérite pentru știință și arte.
Link care a stăpânit araba și sanscrita a fost un autor de lungă durată care a scris despre multe subiecte: botanică, chimie, etică, filozofie, fizică, geologie, istorie antică, micologie, mineralogie, preistorie și zoologie (în special mamifere și insecte). A descoperit contrafaceri prin examinări microscopice. Dar domeniul principal al cercetărilor sale a fost botanica, fiind unul dintre puținii botanici germani ai timpului său care s-a străduit să obțină o cunoaștere cuprinzătoare a plantelor. A efectuat cercetări în sistematică (mai presus de toate la ierburile și ciupercile inferioare), a realizat elemente esențiale în domeniul citologiei, anatomiei și fiziologiei precum și în istoria originii plantelor cultivate, pe care le-a sistematizat. A introdus peste 100 de genuri de plante și numeroase specii noi. În acest scop și pentru a cerceta flora străină a întreprins multe călătorii, între altele în Portugalia (1797-1798), Franța și Spania (1799), Suedia (1823), Grecia (1833) și Italia 1842, 1844, 1847). După o scurtă îmbolnăvire a decedat în prima zi al anului nou 1851 la vârsta de aproape 84 de ani.

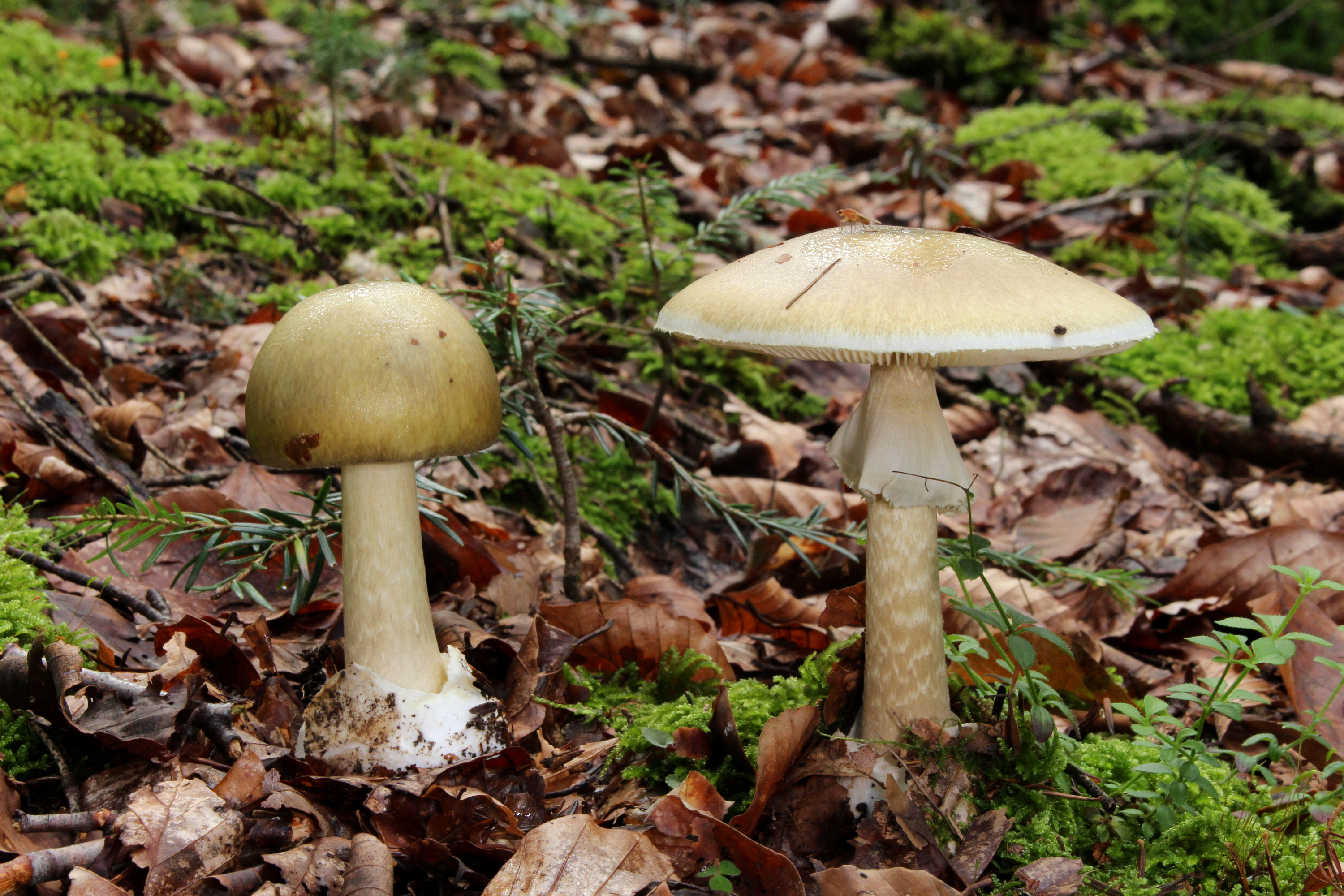
Link: Amanita phalloides

Referințele principale pentru biografie:

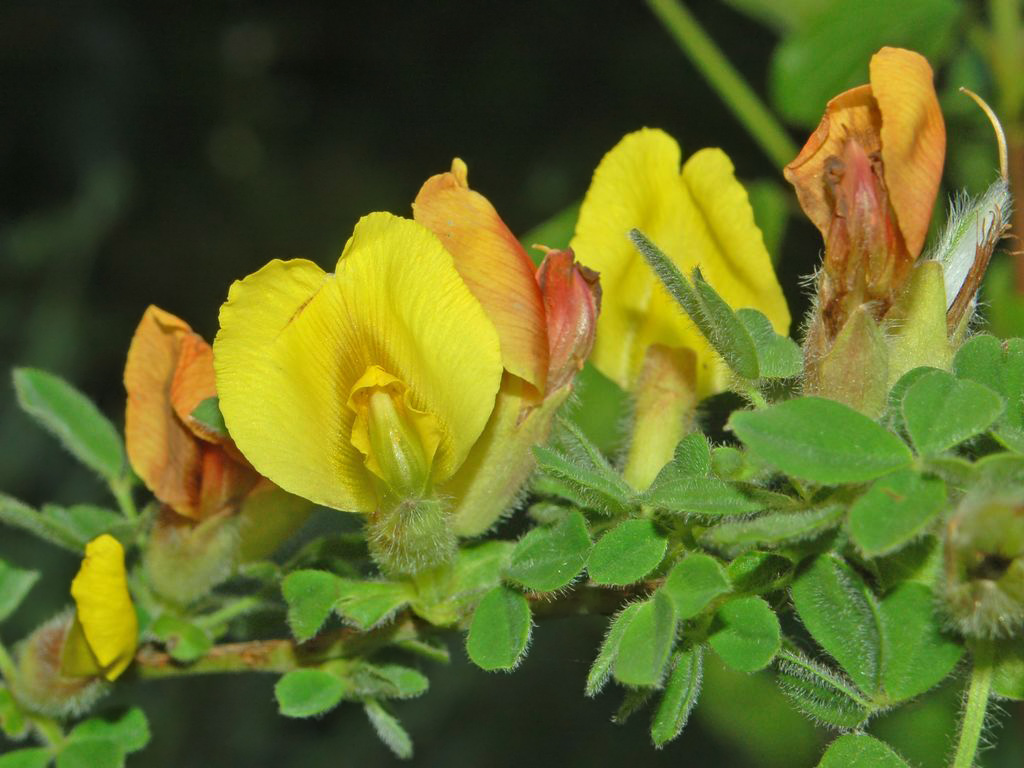
Link: Chamaecytisus hirsutus

## Societății (selecție)
Savantul a fost membru multor societăți științifice cu renume. între altele:
- Membru corespondent al Academiei de Științe din Göttingen (1792)
- Membru al Academiei Leopoldine (1801)
- Membru corespondent al Academiei Regale Prusace de Științe (1812)
- Membru al Academiei Regale Prusace de Științe (1815)
- Membru corespondent al Academiei Franceze de Științe (1828)
- Membru străin al Academiei Bavareze de Științe (1829)
- Membru al Academiei Regale Suedeze de Științe (1840)
- Membru al Academiei de Științe din Torino
- Membru al Linnean Society of London
- Membru al Royal Society
- Membru al Societății Prietenilor Științelor Naturale din Berlin

## Feluri de animale, ciuperci și licheni denumite de Link ( mică selecție)
| - Acorales, ordin de plante, Link, 1835 - Asparagales ordin de plante, Link, 1829 - Celastrales, ordin de plante, Link, 1829 - Ceratophyllales, ordin de plante, Link, 1829 - Cornales, ordin de plante, Link, 1829 - Escalloniales, ordin de plante, Link, 1829 - Ophioglossales, ordin de ferigi, Link, 1833 - Osmundales, ordin de ferigi, Link, 1833 - Anemiaceae, familie de plante, Link, 1841 - Aristolochioideae, subfamilie de plante, Link, 1829 (Aristolochiaceae) - Halimedaceae, familie de alge, Link, 1832 - Ericoideae, subfamilie de plante, Link, 1820 Ericaceae) - Epacridoideae, subfamilie de plante, Link, 1829, (Ericaceae) - Vittarioideae, subfamilie de plante,, Link, 1841 (Pteridaceae) - Acanthostachys, gen de plante, Link, 1840 (Bromeliaceae) - Actiniopteris, gen de licheni, Link, 1841 (Pteridaceae) - Ahaetulla, gen de șerpi, Link, 1807 (Colubridae) - Anisodus, gen de plante, Link & Otto, 1825 (Solanaceae) - Bethencourtia, gen de plante, (Choisy) Link, 1825 (Asteraceae) - Calicotome, gen de plante, Link, 1808 (Fabaceae) - Chamaecytisus, gen de plante, Link, 1831 (Fabaceae) - Charospermum, gen de alge, Link, 1820 (Batrachospermaceae) - Chasmanthium, gen de plante, Link, 1827 (Poaceae) - Crocodia, gen de licheni, (Ach.) Link, 1833 (Lobarioideae) - Cyclosorus, gen de ferigi, Link, 1833 (Thelypteridaceae) - Drosophyllum, gen de plantă carnivoră, Link, 1806 (Drosophyllaceae) - Echinocactus, gen de cactus, Link & Otto, 1827 (Cactaceae) - Enteromorpha, gen de alge, Link, 1822, (Ulvaceae) - Fusarium, gen de ciuperci, Link, 1809 (Nectriaceae) - Gastrophycus, gen de alge, Link, 1833 (Florideophyceae) - Lemmus, gen de animale, (lemingi, Link, 1795 (Cricetidae) - Microsorum, gen de ferigi, Link, 1833 (Polypodiaceae) - Ochotona, gen de animale, Link, 1795 Ochotonidae) - Pachyphytum, gen de plante suculente, Link, Klotzsch & Otto, 1841 (Crassulaceae) - Pellaea, gen de ferigi, Link, 1841 (Pteridaceae) - Penicillium, gen de ciuperci, Link 1809 (Trichocomaceae) - Petaurista, gen de animale rozătoare, Link 1795 (Sciuridae) - Petrorhagia, gen de plante, Ser. Link 1829 (Caryophyllaceae) - Phleogena, gen de ciuperci, Link, 1833 (Phleogenaceae) - Polyangium, gen de bacterii, Link, 1809 (Polyangiaceae) - Pycnocomon, gen de plante, Hoffmanns. & Link, 1820 (Caprifoliaceae) - Rhombolytrum, gen de plante, Link 1833 (Poaceae) - Sclerantheae, gen de plante, Link 1828 (Caryophyllaceae) - Stauracanthus, gen de plante, Link, 1807 (Fabaceae) - Trachyspermum, gen de plante, Link, 1821 (Apiaceae) | - Acacia dealbata, Link, 1822 (Fabaceae) - Acacia genistifolia, Link, 1822 (Fabaceae) - Agarum rubens, Link, 1809 (Agaraceae) - Amanita ovoidea, (Bull.), Link, 1833 (Amanitaceae) - Amanita phalloides, (Vaill. ex Fr.), Link, 1833 (Amanitaceae) - Amaranthus cauliflorus, Link, 1822 (Amaranthaceae) - Anchusa procera, (Besser) Link, 1821 (Boraginaceae) - Anemia raddiana, Link, 1833 (Anemiaceae) - Antirrhinum meonanthum, Link & Hoffmanns., 1820 (Plantaginaceae) - Aquilegia glandulosa, (Fischer) Link, 1822 (Ranunculaceae) - Arbutus × andrachnoides (plantă hibridă), Link, 1821 (Ericaceae) - Asparagus umbellatus, Link, 1822 (Asparagaceae) - Atriplex foliolosa, Link, Link, 1800 (Amaranthaceae) - Bauhinia forficata, Link, 1821 (Caesalpiniaceae) - Begonia hirtella, Link, 1822 (Begoniaceae) - Begonia incarnata, Link & Otto, 1829 (Begoniaceae) - Bethencourtia palmensis, (Nees Choisy ex Link, 1825 (Asteraceae) - Blitum petiolare, Link 1821, (Amaranthaceae) - Bradypus curi, Link, 1795 (Bradypodidae) - Calicotome spinosa, Link, 1822 (Fabaceae) - Calicotome villosa, (Jean Louis Marie PoiretPoir. Link, 1808 (Fabaceae) - Campanula herminii, Link & Hoffmanns., 1813 (Campanulaceae) - Centaurea aristata, Link & Hoffmanns., 1820 (Asteraceae) - Centaurea limbata, Link & Hoffmanns., 1813 (Asteraceae) - Chamaecytisus austriacus, (L.) Link, 1831 (Fabaceae) - Chamaecytisus hirsutus, (L.) Link, 1831 (Fabaceae) - Chamaecytisus prolifer, (L.f.) Link, 1831 (Fabaceae) - Chamaecytisus purpureus, (Scop.) Link, 1831 (Fabaceae) - Chamaecytisus supinus, (L.) Link, 1831 (Fabaceae) - Charospermum glomeratum, (L.) Link, 1820 (Chaetophoraceae) - Cheilanthes leucopoda, Link, 1841 (Pteridaceae) - Chimonanthus praecox, (L.) Link, 1822 (Calycanthaceae) - Chloranthus elatior, Link, 1821 (Chloranthaceae) - Cirsium pannonicum, (L. f.) Link, 1821 (Asteraceae) - Cistus × stenophyllus, Link, 1822 (Cistaceae) - Convolvulus meonanthus, Hoffmanns. & Link, 1820 (Convolvulaceae) - Corispermum tenue, Link, 1820 (Amaranthaceae) - Crocodia aurata, (Ach.) Link, 1833 (Lobarioideae) - Crotalaria micans, Link, 1822 (Fabaceae) - Cyclamen graecum, Link, 1835 (Primulaceae) - Cytisus scoparius, Link, 1822 (Fabaceae) - Daucus pumilus, Hoffmanns. & Link, 1820 (Apiaceae) - Dracaena arborea, (Willd.) Link, 1821 (Asparagaceae) - Drosophyllum lusitanicum, Link, 1806 (Drosophyllaceae) - Echinocactus platyacanthus, Link & Otto, 1827 (Cactaceae) - Echium tuberculatum, Hoffmanns. & Link, 1811 (Boraginaceae) - Erica flaccida, Link, 1821 (Ericaceae) - Erica imbricata, Link, 1821 (Ericaceae) - Erica leucantha, Link, 1821 (Ericaceae) - Erinacea anthyllis, Link, 1831 (Fabaceae) - Gastrophycus articulatus, (Hudson) Link, 1833 (Florideophyceae) - Gastrophycus clavellosus, (Turner) Link, 1833 (Florideophyceae) - Gastrophycus kaliformis, (Goodenough & Woodward) Link 1833 (Florideophyceae) - Geranium wlassovianum, Fisch. Link, 1822 (Geraniaceae) | - Hippomarathrum leucospermum, (Waldst. & Kit.) Link, 1829 (Apiaceae) - Kochia trigyna, Link, 1821 (Amaranthaceae) - Lomaria borealism, Link, 1821 (Blechnaceae) - Lophocarpus procumbens, Link, 1795 (Amaranthaceae) - Mammillaria eriacantha, (Link & Otto) Pfeiff., 1837 (Cactaceae) - Mammillaria nivosa, (Link) Pfeiff., 1837 (Cactaceae) - Mammillaria rhodantha, Link & Otto, 1828 (Cactaceae) - Microsorum irregulare, Link, 1833 (Polypodiaceae) - Myosotis stricta, (Link) Roem & Schult., 1819 (Boraginaceae) - Narcissus cuneiflorus, Link, 1829 (Amaryllidaceae) - Nonea rosea, (M.Bieb.) Link, 1821 (Boraginaceae) - Omphalodes nitida, Hoffmanns. & Link, 1811 (Boraginaceae) - Ophrys bombyliflora, Link, 1800 (Orchidaceae) - Ophrys fusca, Link, 1800 (Orchidaceae) - Ophrys speculum, Link, 1800 (Orchidaceae) - Pachyphytum bracteosum, Link Klotzsch & Otto, 1841 (Crassulaceae) - Paronychia canariensis, (L.f.) Link, 1825 (Caryophyllaceae) - Pellaea atropurpurea, (L.) Link, 1841 (Pteridaceae) - Pellaea calomelanos, (Olof Swartz\|Sw.) Link, 1841 (Pteridaceae) - Pellaea sagittata, (Cav.) Link 1841 (Pteridaceae) - Pellaea ternifolia, (Cav.) Link 1841 (Pteridaceae) - Penicillium expansum, Link 1809 (Trichocomaceae) - Petrorhagia saxifraga, (L.) Link 1829 (Caryophyllaceae) - Phleogena faginea, Fr. & Palmquist) Link, 1833 (Phleogenaceae) - Pimpinella cumbrae, Link, 1828 (Apiaceae) - Pinguicula macroceras, (Pall.) Link, 1820 (Lentibulariaceae) - Pityrogramma calomelanos, Link, 1833 (Pteridaceae) - Polyangium vitellinum, Link 1809 (Polyangiaceae) - Pterocephalus lasiospermus, Link, 1828 (Caprifoliaceae) - Pycnocomon rutifolium, (Vahl) Hoffmanns. & Link, 1820 (Caprifoliaceae) - Rhombolytrum rhomboideum Link 1833 (Poaceae) - Salsola divaricata, (Masson) Link, 1825 (Amaranthaceae) - Salsola ericifolia, (Masson) Link, 1825 (Amaranthaceae) - Sambucus palmensis, Link, 1825 (Adoxaceae) - Sanguisorba tenuifolia, (Fisch.) Link, 1825 (Rosaceae) - Santolina semidentata, Hoffmanns. & Link, 1820 (Asteraceae) - Scilla monophyllos, Link 1800, (Asparagaceae) - Scytosiphon lomentaria, (Lyngbye) Link, 1833 (Scytosiphonaceae) - Senna marilandica, Link, 1831 (Fabaceae) - Senna occidentalis, (L.) Link, 1829 (Fabaceae) - Silene acutifolia, (Link) Rohrb., 1869 (Caryophyllaceae) - Simmondsia chinensis, (Link) C.K.Schneid., 1907 (Simmondsiaceae) - Sonchus gummifer, Link, 1825 (Asteraceae) - Tayassu pecari, Link, 1795 (Tayassuidae) - Thymus camphoratus, Hoffmanns. & Link, 1809 (Lamiaceae) - Thymus capitellatus, Hoffmanns. & Link, 1809 (Lamiaceae) - Torilis arvensis, Link, 1821 (Apiaceae) - Tradescantia crassula, Link & Otto, 1828 (Commelinaceae) - Urceolaria sordida var. sulphurea, (Hoffmanns) Link, 1833 (Lecanoraceae) - Utricularia hirta, (Klein) Link, 1820 (Lentibulariaceae) - Valeriana capitata, Link, 1828 (Caprifoliaceae) - Vallesia glabra, (Cav.) Link, 1821 (Apocynaceae) - Wahlenbergia lobelioides, (L.f.) Link, 1829 (Campanulaceae) - Zosima absinthifolia, (Vent.) Link, 1821 (Apiaceae) |

## Genuri și specii denumite în onoarea lui Link (selecție)

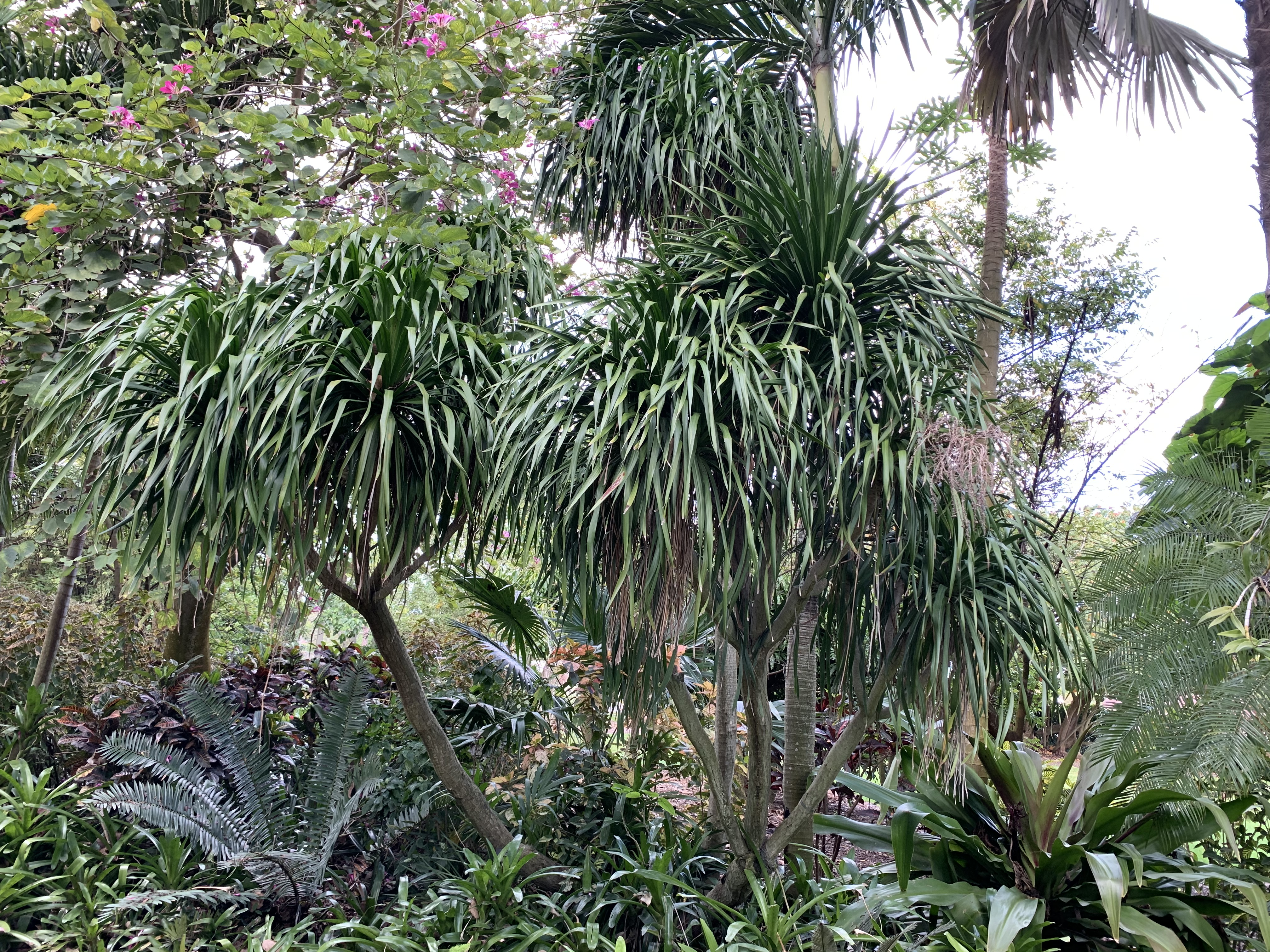
Link: Dracaena arborea

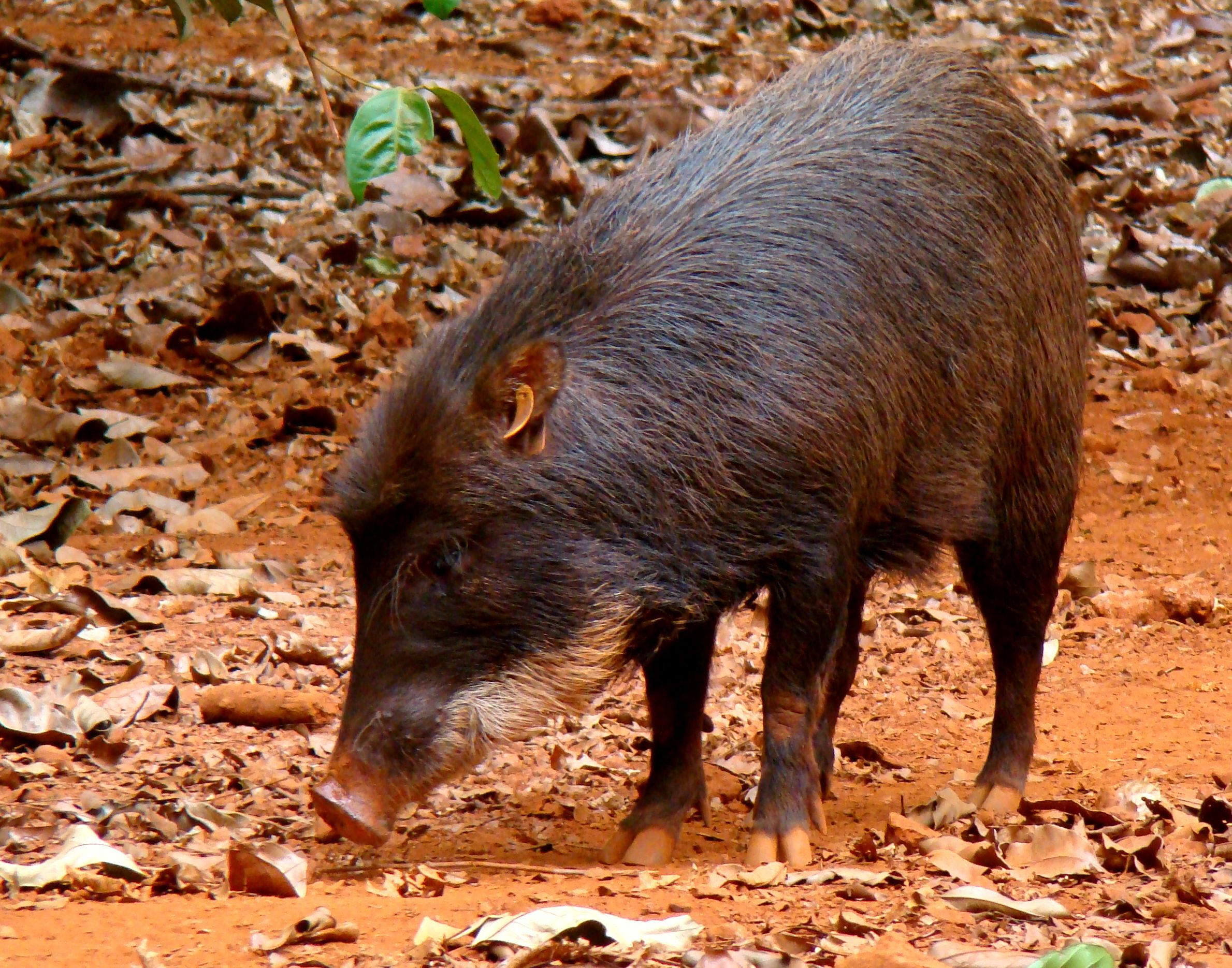
Link: Tayassu pecari

Deși astfel de renumit, numai puține genuri sau specii au fost denumite în memoria lui Link, ca de exemplu:
- Canna linkii, Bouché  (Cannaceae)
- Coenogonium linkii, Ehrenb., 1820 (Coenogoniaceae)
- Danthonia linkii, Kunth, 1833 (Poaceae)
- Ferula linkii, Webb & Berthel.  1843 (Apiaceae)
- Geotrichum linkii,  Vörös-Felkai, 1961 (Dipodascaceae)
- Hypomyces linkii, Tul. & C. Tul., 1860 (Hypocreaceae)
- Melanospora linkii, Cornu, 1887 (Ceratostomataceae)
- Micromeria tenuis subsp. linkii, (Webb & Berthel.) P.Pérez, 1978 (Lamiaceae)
- Parodia linkii, (Lehm.) R. Kiesling, 1995 (Cactaceea)
- Rytidosperma linkii, (Kunth) Connor & Edgar, 1979 (Poaceae)
- Rytidosperma linkii var. linkii, (Kunth) [[H. E. Connor|Connor & Edgar, 1979  (Poaceae)
- Sphenopteris linkii, Goeppert, 1838 (Lyginopteridaceae)
- Tabernaemontana linkii, A.DC, 1844   (Apocynaceae)
- La un moment dat, un număr de mai multe plante de genul Persoonia au figurat sub numele Linkia, propagat de botanistul și micologul german Otto Kuntze în 1891, astfel de exemplu Linkia lanceolata (Andrews) O.Kuntze, 1791 (Proteaceae).
- Genul Linckia cu 12 specii nu este dedicat, cum nu rar afirmat, lui Heinrich Wilhelm Link ci lui Johann Heinrich Linck cel bătrân care a fost un specialist pentru stelele de mare, despre care a scris prima monografie științifică.[19]

## Publicații ( mică selecție)

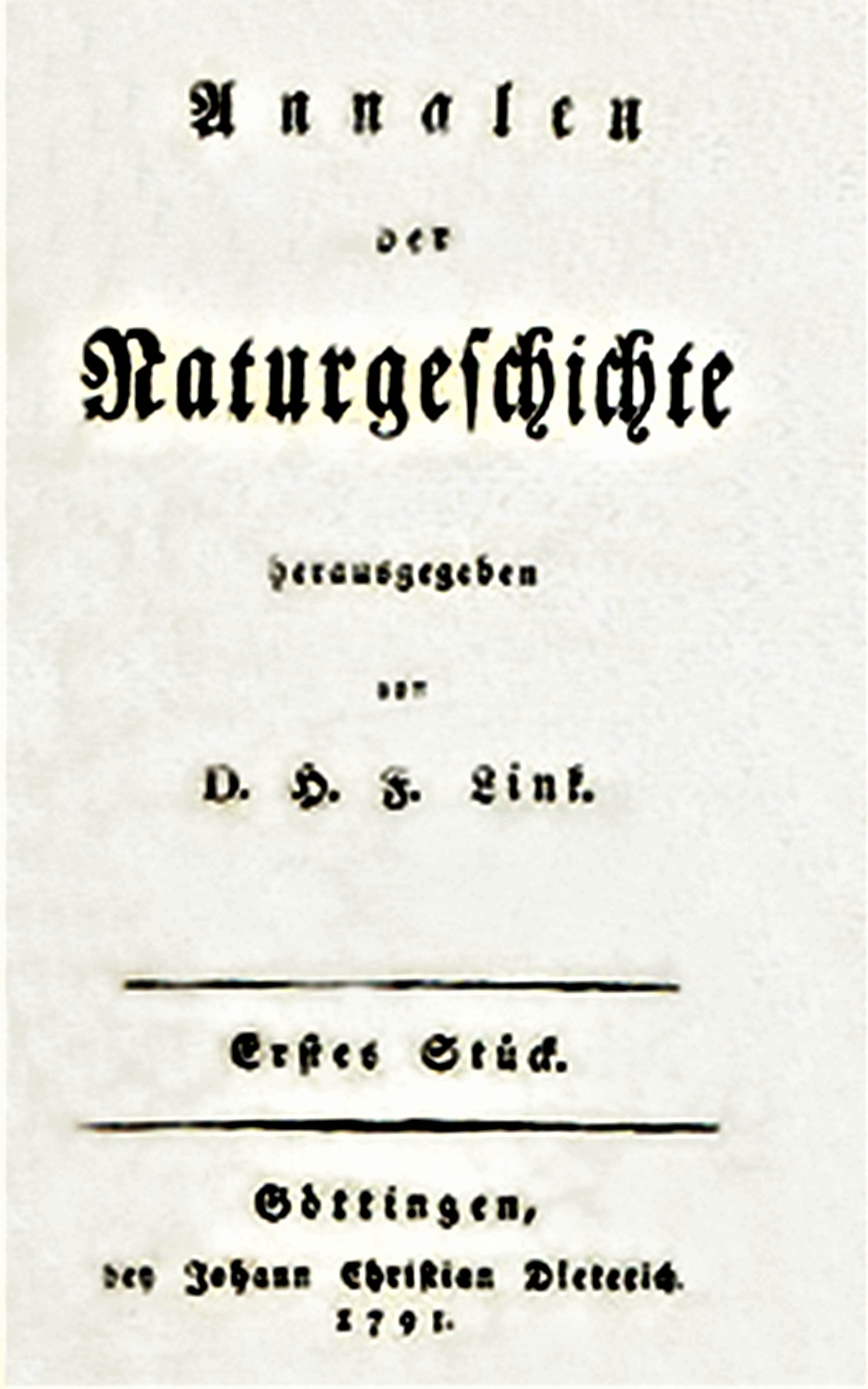
Link: Annalen, 1791

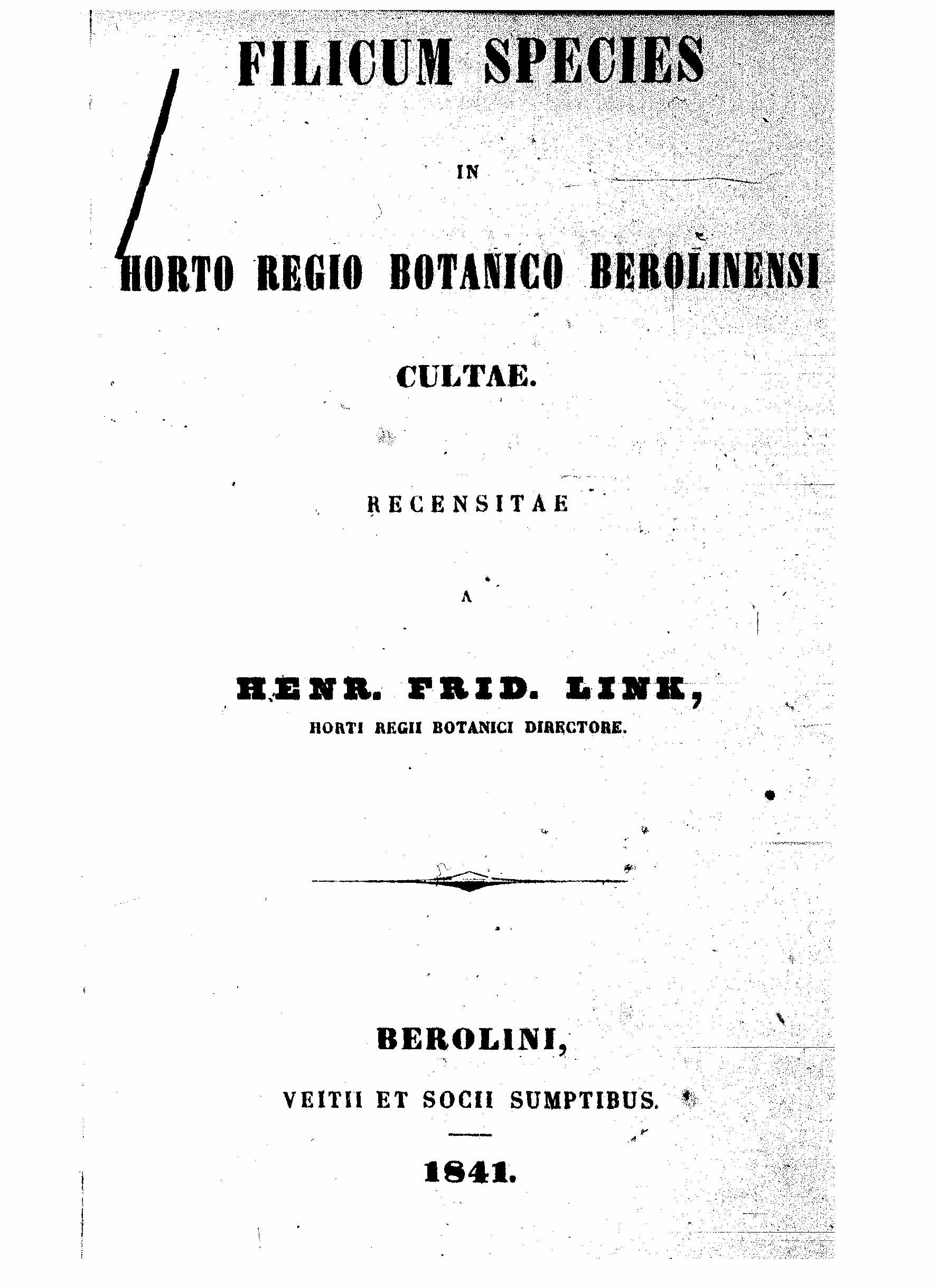
Link: Filicum species, 1841

- Florae goettingensis specimen, sistens vegetabilia saxo calcareo propria, Editura H. M. Grape, Göttingen 1789 (teză de doctorat)
- Versuch einer Anleitung zur geologischen Kenntnis der Mineralien, Editura Johann Christian Dieterich, Göttingen 1790
- Annalen der Naturgeschichte, Editura Johann Christian Dieterich, Göttingen 1791
- Dissertationes botanicae, quibus accedunt Primitiae horti botanici et Florae rostochiensis, Editura G. Baerensprung, Schwerin 1795
- Philosophiae botanicae novae seu Institutionum phytographicarum prodromus, Editura Johann Christian Dieterich, Göttingen 1798
- Bemerkungen auf einer Reise durch Frankreich, Spanien und vorzüglich Portugal, Editura Neue Academische Buchhandlung, 3 volume, Kiel 1801-1804
- Grundlehren der Anatomie und Physiologie der Pflanzen (cu 3 plăci de cupru colorate), Editura Friedrich Danckwerts, Göttingen 1807,
- Observationes in Ordines plantarum naturales: dissertatio I.ma complectens Anandrarum ordines Epiphytas, Mucedines Gastromycos et Fungos, în: Magazin für die neuesten Entdeckungen in der gesammten Naturkunde, vol. 3 și 4, Editura Gesellschaft Naturforschender Freunde zu Berlin, Berlin 1809
- Nachträge zu den Grundlehren der Anatomie und Physiologie der Pflanzen Editura Friedrich Danckwerts, Göttingen 1809
- Flore Portugaise ou Description de toutes les plantes qui croissent naturellement en Portugal. Avec Figures colorièes, cinq Planches de terminologie et une Carte, (cu 109 plăci colorate și o hartă), 2 volume, Editura Carl Friedrich Amelang, Berlin, 1809 și 1840 (împreună cu Johann Centurius von Hoffmannsegg)
- Kritische Bemerkungen und Zusätze zu Karl Sprengels Werk über den Bau und die Natur der Gewächse, Editura C. A. Rümmel, 2 volume, Berlin 1812
- Die Urwelt und das Altertum, erläutert durch die Naturkunde, Editura Ferdinand Dümmler, 2 volume Berlin 1820-1822, (ediția a 2-a în 1834 la aceiași editură)
- Enumeratio plantarum horti regii botanici Berolinensis altera, Editura G. Reimer, 2 volume, Berlin 1821-1822
- Elementa philosophiae botanicae, Editura Haude & Spener, Berlin 1824,  (ediția a 2-a în limba latină și germană 1837 la aceiași editură)
- Über die Gattungen Melocactus und Echinocactus (cu 17 plăci de cupru colorate), în: „Verhandlungen des Vereins zur Beförderung des Gartenbaues in den Königlich Preussischen Staaten”, Berlin 1827 (împreună cu Christoph Friedrich Otto)
- Icones plantarum selectarum horti regii botanici Berolinensis, Editia Grädini botanice regale, 10 fascicule cu 60 plăci de cupru colrate, Editura Ludwig Oehmicke, Berlin 1820-1828 (împreună cu Christoph Friedrich Otto)
- Icones plantarum rariorum horti regii botanici Berolinensis, 10 fascicule cu 60 plăci de cupru coorate, Editura Ludwig Oehmicke, Berlin 1828-1831 (împreună cu Christoph Friedrich Otto), continuate cu Friedrich Klotzsch (1841-1844)
- Hortius regius botanicus Berolinensis Editura G. Reimer, 2 volume, Berlin 1827 și 1833
- Icones anatomico-botanicae ad illustranda Elementa philosophiae botanicae Henr. Frid. Linkii, Editura Haude & Spener, 3 volume, Berlin 1837-1842
- Anatomisch-botanische Abbildungen zur Erläuterung der Grundlehren der Kräuterkunde (cu 32 table), Editura Haude & Spener, 4 volume, Berlin 1837-1842
- Ausgewählte anatomisch-botanische Abbildungen (cu 32 table litografice), 4 volume, Editura Lüderitz, Berlin 1839-1842
- Filicum species in horto regio Berolinensi cultae cu 36 table, Editura Veit et Socii, Berlin 1841
- Das Altertum und der Übergang zur neuern Zeit, Editura Haude & Spener, Berlin 1842
- Anatomie der Pflanzen in Abbildungen, Editura Lüderitz, 4 volume, Berlin 1843-1847